# Trường Trung học phổ thông Võ Nguyên Giáp
Trường Trung Học Phổ Thông Võ Nguyên Giáp (Trường THPT Số 1 Sơn Tịnh) là trường Công lập trực thuộc Sở GD&ĐT tỉnh Quảng Ngãi, được thành lập năm 1975

## Lịch sử Nhà trường
Đây là trường cấp III đầu tiên của huyện Sơn Tịnh. Trường tọa lạc tại trung tâm thị trấn Sơn Tịnh (nay là phường Trương Quang Trọng, thành phố Quảng Ngãi - do thay đổi địa giới hành chính), trên bờ Bắc sông Trà Khúc, ở gần núi Thiên Ấn. Tên Trường trùng với tên Huyện, đều là Sơn Tịnh. So với các huyện trên địa bàn tỉnh Quảng Ngãi, người Sơn Tịnh có quyền tự hào về quê hương của mình – mảnh đất địa linh, nhân kiệt.
Lúc mới thành lập, cơ sở của Trường hiện nay là chung cho 2 trường (Trường cấp II Tịnh Ấn và Trường cấp III Sơn Tịnh) với 9 phòng học nhà cấp 4 được xây dựng từ những năm cuối thập kỷ 60. Năm 1977, cơ sở trên chuyển giao cho Trường cấp III (Trường cấp II chuyển địa điểm).
Từ năm 1986, đặc biệt là từ những năm 1990 trở lại đây, khi giáo dục được xem là động lực của sự phát triển, giáo dục là quốc sách hàng đầu, Nhà nước đã có chú trọng nhiều hơn đến sự đầu tư cho giáo dục. Do vậy, đến nay, Trường THPT số 1 Sơn Tịnh ( THPT Võ Nguyên Giáp ) đã có những đổi sắc thay da. Trường có một cơ ngơi khang trang, với bốn khối công trình được xây dựng kiên cố, được bố trí thành hình chữ U, cổng Trường hướng về phía Đông; sân trường đã được bê tông hóa và rợp bóng cây xanh mát. Diện tích sân Trường tuy nhỏ so với yêu cầu nhưng có không gian rất ấm áp và thân thiện. Diện tích của Trường được mở rộng thêm gần gấp đôi so với buổi đầu Trường mới thành lập. Phòng học, phòng làm việc, phòng chức năng, trang thiết bị, dụng cụ và nhà thi đấu đa năng đảm bảo cho mọi hoạt động của Nhà trường với số lượng khoảng 2.000 học sinh.
Năm 2014, trường đổi tên thành Trường THPT Võ Nguyên Giáp.

## Các thời kỳ Hiệu trưởng
- Thầy Lưu Hà Vỹ (1975 - 1976)
- Thầy Hoàng Thu Nam (1976 - 1980)
- Thầy Nguyễn Tề (1980 - 1989)
- Thầy Phạm Ngọc Thiệu (1989 - 2005)
- Thầy Lê Doãn Thống (2005 - 2011)
- Thầy Nguyễn Tân Cảnh (2011 )
- Thầy Nguyễn Thái Quảng ( nay )

## Hội đồng Sư phạm
Ban Giám hiệu gồm có 4 Thầy, Cô giáo, với 1 Hiệu trưởng và 3 Hiệu phó phụ trách các chuyên môn.
Nhà trường có đội ngũ gồm 100 thầy, cô giáo giàu kinh nghiệm và tình yêu học trò cũng như nghề nghiệp. Có hơn 10 Giáo viên Giỏi cấp tỉnh, 30 Giáo viên dạy giỏi cấp tỉnh, 5 Giáo viên trung học cao cấp, 7 Thạc sĩ và 100% Giáo viên đạt chuẩn.
Ngoài ra, các Thầy, Cô giáo trong Nhà trường liên tục được Đảng và Chính quyền khen, tặng danh hiệu "Chiến sĩ thi đua cấp tỉnh". Được Sở và Bộ nêu gương trong cuộc thi Giáo viên dạy học theo Chủ đề tích hợp.

## Thành tích
Trong năm học đầu tiên, nhà trường chỉ có chưa đến 500 Học sinh và số lượng học sinh đỗ tốt nghiệp chỉ có 51 (năm 1976). Đến nay, số lượng học sinh tốt nghiệp hằng năm trung bình khoảng 600 học sinh. Vốn chăm chỉ, cần cù và say mê sáng tạo, học hỏi, học sinh đã tạo được nhiều tiếng thơm cho trường. Bộ mặt và uy tín của Nhà trường cũng được góp phần tạo dựng nên từ các em.
Tỉ lệ đỗ Đại học trong những năm gần đây của học sinh Nhà trường là khoảng 63%, đó cũng chính là động lực để các em còn đang học và sẽ học ở Trường tiếp tục cần mẫn và ham học hơn. Cùng với tỉ lệ đỗ đại học như vậy, số lượng học sinh của trường tham dự các cuộc thi Học sinh Giỏi Quốc gia, và Miền Trung - Tây Nguyên, cuộc thi giải Toán qua mạng Internet, Tiếng Anh qua mạng Internet, cuộc thi Khoa học - Kỹ thuật, cuộc thi Vận dụng kiến thức Liên môn,... ngày đang tăng.
Nhà trường còn vinh dự được đón nhận "Huân chương lao động Hạng Ba" của Chính phủ, bằng khen, giấy chứng nhận từ Bộ GD&ĐT, UBND tỉnh Quảng Ngãi, cờ thi đua của Chính phủ.
Chi bộ Đảng CSVN và Đoàn Thanh niên luôn giữ vững danh hiệu "Trong sạch và Vững mạnh".